# 魚籃寺

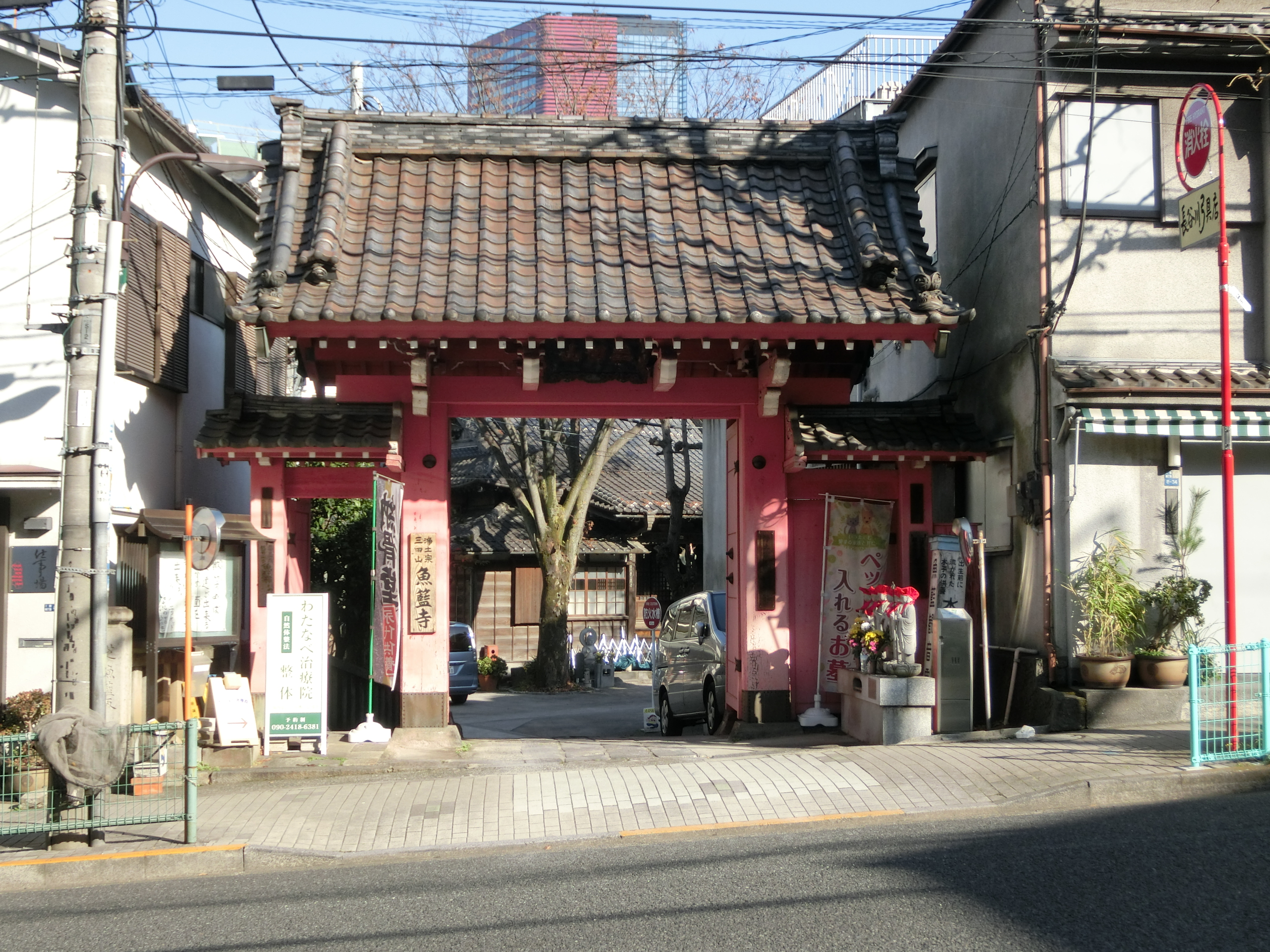
山門

魚籃寺（ぎょらんじ）は、東京都港区三田4丁目にある仏教寺院。魚籃坂中腹に位置する。山号は三田山。寺号は詳しくは三田山水月院魚籃寺と称する。江戸三十三観音札所の第25番札所である。

## 名称の由来
本尊が｢魚籃観世音菩薩｣（空海作と口碑に残る頭髪を唐様の髷に結った乙女の姿をした観音像）であることから。
それは中国、唐の時代、仏が美しい乙女の姿で現れ、竹かごに入れた魚を売りながら仏法を広めたという故事に基づいて造形されたものである。

## 歴史
元和3年（1617年）頃に豊前国中津にある円応寺に称誉が建立した塔頭である魚籃院を前身とする。
寺の創建は承応元年（1652年）称誉が現在の地に観音堂を建て、本尊をここに移したことに始まる。

## 墓所
- 村上藩主内藤家の分家旗本 - 内藤信朋

## アクセス
- 東京メトロ南北線・都営地下鉄三田線 白金高輪駅より徒歩2分
- 都営地下鉄浅草線　泉岳寺駅より徒歩10分